# مرسدس-بنز کلاس-سی (دبلیو۲۰۶)
مرسدس بنز سی‌کلاس دبلیو ۲۰۶ (به انگلیسی: Mercedes-Benz C-Class) پنجمین نسل مرسدس-بنز کلاس-سی است که توسط دایملر آگ تولید می‌شود. این دستگاه جایگزین مرسدس-بنز کلاس-سی (دبلیو۲۰۵) شده‌است که از سال ۲۰۱۴ ساخته شده‌است.این خودرو در سال ۲۰۲۱ عرضه شده است.

## طراحی

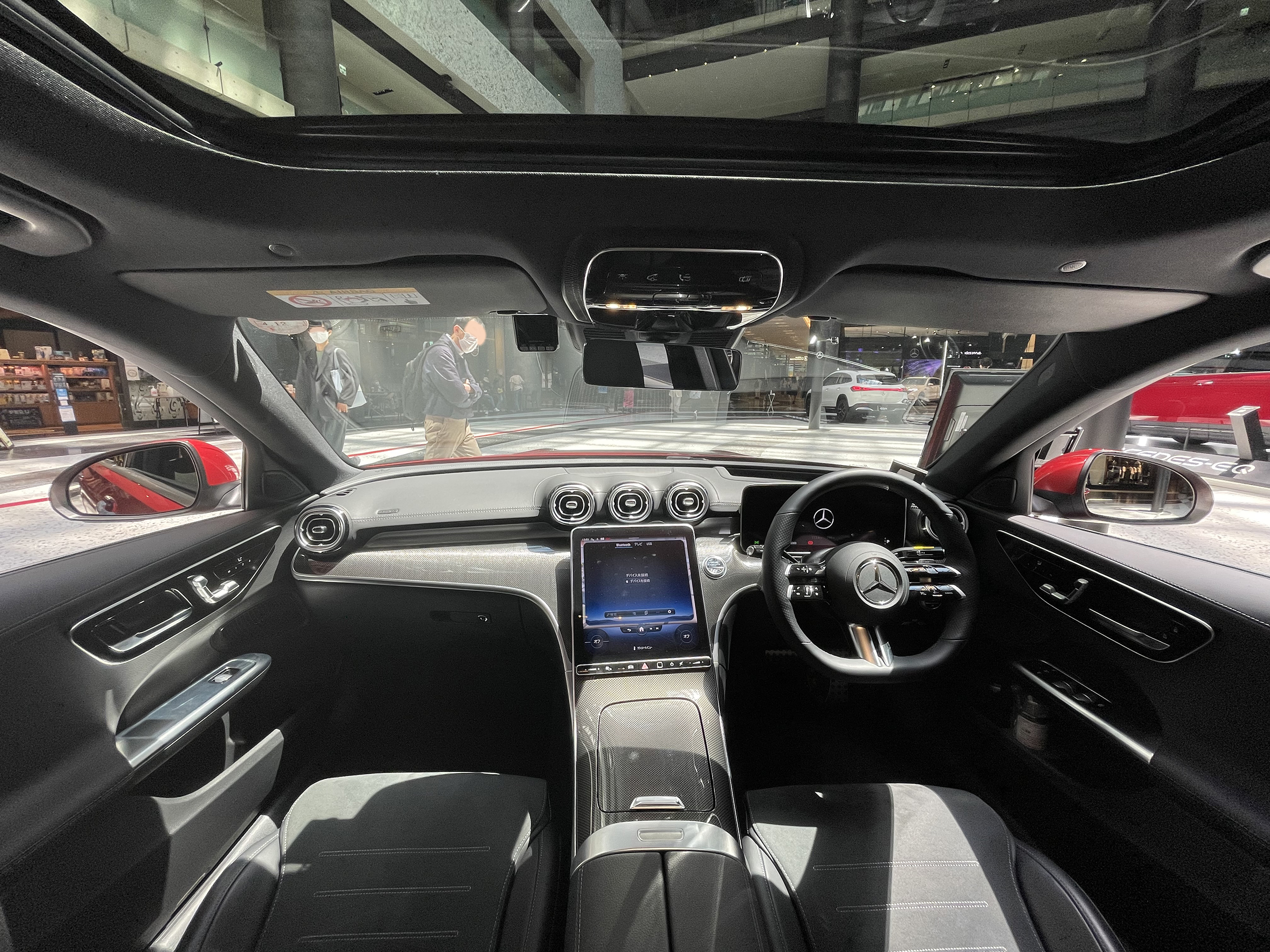
مرسدس-بنز کلاس-سی (دبلیو۲۰۶)

این خودرو مانند کلاس اس دبلیو ۲۰۶ بر اساس پلت فرم مدولار چرخ عقب مرسدس MRA II ساخته شده‌است. همه مدلها مجهز به موتورهای چهار سیلندر هستند که دارای ژنراتور استارت یکپارچه هستند فاصله بین دو محور ۲۸۶۵ میلی‌متر است. طول خارجی ۴٫۷۵ متر است.
کلاس سی دبلیو۲۰۶ دارای سیستم تعلیق مستقل جلو و عقب است. در محور جلو یک سیستم چهار پیوندی است، در محور عقب یک سیستم چند پیوندی است.سیستم فرمان دهی محور عقب با زاویه فرمان ۲٫۵ درجه به عنوان گزینه کارخانه در دسترس است. طراحی داخلی این مدل به مرسدس-بنز کلاس-اس (دبلیو۲۲۳) شباهت دارد.

## موتورها
| مدل                | سال‌ها           | پیکربندی                                               | جابه جایی       | قدرت | گشتاور                                                                                     | ۰–۱۰۰ کیلومتر در ساعت (۰–۶۲ مایل در ساعت) | حداکثر سرعت (کیلومتر/ساعت)             | مصرف/راندمان سوخت (NEDC)                                   |
| موتورهای بنزینی    | موتورهای بنزینی | موتورهای بنزینی                                        | موتورهای بنزینی | موتورهای بنزینی | موتورهای بنزینی                                                                            | موتورهای بنزینی                           | موتورهای بنزینی                        | موتورهای بنزینی                                            |
| ------------------ | --------------- | ------------------------------------------------------ | --------------- | --- | ------------------------------------------------------------------------------------------ | ----------------------------------------- | -------------------------------------- | ---------------------------------------------------------- |
| C 180 / C 200 لیتر | ۲۰۲۱–           | M264 E15 DEH LA توربو ملایم-هیبریدی (EQ Boost) I4      | ۱٬۴۹۶ سی سی     | ۱۲۵ کیلووات (۱۷۰ اسب بخار متری؛ ۱۶۸ اسب بخار) در دور ۵۵۰۰–۶۱۰۰ دور در دقیقه ۱۵ کیلووات (۲۰ اسب بخار متری؛ ۲۰ اسب بخار) (برقی) | ۲۵۰ نیوتن متر (۱۸۴ پوند-فوت) در ۱۸۰۰–۴۰۰۰ دور در دقیقه ۲۰۰ نیوتن متر (۱۴۸ پوند-فوت) (برقی) | ۸٫۶ ثانیه                                 | ۲۳۱ کیلومتر بر ساعت (۱۴۴ مایل بر ساعت) | ۶٫۵–۶٫۲ لیتر بر ۱۰۰ کیلومتر (۳۶–۳۸ مایل بر گالون آمریکایی) |
| C 200 / C 260 لیتر | ۲۰۲۱–           | M264 E15 DEH LA توربو ملایم-هیبریدی (EQ Boost) I4      | ۱٬۴۹۶ سی سی     | ۱۵۰ کیلووات (۲۰۴ اسب بخار متری؛ ۲۰۱ اسب بخار) در ۵۸۰۰–۶٫۱۰۰ دور در دقیقه ۱۵ کیلووات (۲۰ اسب بخار متری؛ ۲۰ اسب بخار) (برقی)    | ۳۰۰ نیوتن متر (۲۲۱ پوند-فوت) در ۱۸۰۰–۴۰۰۰ دور در دقیقه ۲۰۰ نیوتن متر (۱۴۸ پوند-فوت) (برقی) | ۷٫۳ ثانیه                                 | ۲۴۶ کیلومتر بر ساعت (۱۵۳ مایل بر ساعت) | ۶٫۶–۶٫۲ لیتر بر ۱۰۰ کیلومتر (۳۶–۳۸ مایل بر گالون آمریکایی) |
| C 200 4MATIC       | ۲۰۲۱–           | M264 E15 DEH LA توربو ملایم-هیبریدی (EQ Boost) I4      | ۱٬۴۹۶ سی سی     | ۱۵۰ کیلووات (۲۰۴ اسب بخار متری؛ ۲۰۱ اسب بخار) در ۵۸۰۰–۶٫۱۰۰ دور در دقیقه ۱۵ کیلووات (۲۰ اسب بخار متری؛ ۲۰ اسب بخار) (برقی)    | ۳۰۰ نیوتن متر (۲۲۱ پوند-فوت) در ۱۸۰۰–۴۰۰۰ دور در دقیقه ۲۰۰ نیوتن متر (۱۴۸ پوند-فوت) (برقی) | ۷٫۱ ثانیه                                 | ۲۴۱ کیلومتر بر ساعت (۱۵۰ مایل بر ساعت) | ۶٫۹–۶٫۵ لیتر بر ۱۰۰ کیلومتر (۳۴–۳۶ مایل بر گالون آمریکایی) |
| ۳۰۰ سی             | ۲۰۲۱–           | M 254 I4 توربو + 48V ملایم هیبریدی EQ Boost            | ۱٬۹۹۹ سی سی     | ۱۹۰ کیلووات (۲۵۸ اسب بخار متری؛ ۲۵۵ اسب بخار) در ۵۸۰۰ دور در دقیقه ۱۵ کیلووات (۲۰ اسب بخار متری؛ ۲۰ اسب بخار) (برقی)          | ۴۰۰ نیوتن متر (۲۹۵ پوند-فوت) در ۵۸۰۰ دور در دقیقه ۲۰۰ نیوتن متر (۱۴۸ پوند-فوت) (برقی)      | ۶٫۰ ثانیه                                 | ۲۵۰ کیلومتر بر ساعت (۱۵۵ مایل بر ساعت) | ۷٫۰–۶٫۶ لیتر بر ۱۰۰ کیلومتر (۳۴–۳۶ مایل بر گالون آمریکایی) |
| C 300 4MATIC       | ۲۰۲۱–           | M 254 I4 توربو + 48V ملایم هیبریدی EQ Boost            | ۱٬۹۹۹ سی سی     | ۱۹۰ کیلووات (۲۵۸ اسب بخار متری؛ ۲۵۵ اسب بخار) در ۵۸۰۰ دور در دقیقه ۱۵ کیلووات (۲۰ اسب بخار متری؛ ۲۰ اسب بخار) (برقی)          | ۴۰۰ نیوتن متر (۲۹۵ پوند-فوت) در ۵۸۰۰ دور در دقیقه ۲۰۰ نیوتن متر (۱۴۸ پوند-فوت) (برقی)      | ۶٫۰ ثانیه                                 | ۲۵۰ کیلومتر بر ساعت (۱۵۵ مایل بر ساعت) | ۷٫۳–۷٫۰ لیتر بر ۱۰۰ کیلومتر (۳۲–۳۴ مایل بر گالون آمریکایی) |
| موتورهای دیزلی     |                 |                                                        |                 | |                                                                                            |                                           |                                        |                                                            |
| C 220 د            | ۲۰۲۱–           | OM 654 D 20 R SCR I4 توربو + 48V ملایم ترکیبی EQ Boost | ۱٬۹۹۲ سی سی     | ۱۴۷ کیلووات (۲۰۰ اسب بخار متری؛ ۱۹۷ اسب بخار ترمز) در ۴۲۰۰ دور در دقیقه ۱۵ کیلووات (۲۰ اسب بخار متری؛ ۲۰ اسب بخار) (برقی)     | ۴۴۰ نیوتن متر (۳۲۵ پوند-فوت) دور در دقیقه ۲۰۰ نیوتن متر (۱۴۸ پوند-فوت) (برقی)              | ۷٫۳ ثانیه                                 | ۲۴۵ کیلومتر بر ساعت (۱۵۲ مایل بر ساعت) | ۵٫۲–۵٫۰ لیتر بر ۱۰۰ کیلومتر (۴۵–۴۷ مایل بر گالون آمریکایی) |
| C 300 د            | ۲۰۲۱–           | OM 654 D 20 R SCR I4 توربو + 48V ملایم ترکیبی EQ Boost | ۱٬۹۹۲ سی سی     | ۱۹۵ کیلووات (۲۶۵ اسب بخار متری؛ ۲۶۱ اسب بخار ترمز) در ۴۲۰۰ دور در دقیقه ۱۵ کیلووات (۲۰ اسب بخار متری؛ ۲۰ اسب بخار) (برقی)     | ۵۵۰ نیوتن متر (۴۰۶ پوند-فوت) دور در دقیقه ۲۰۰ نیوتن متر (۱۴۸ پوند-فوت) (برقی)              | ۵٫۷ ثانیه                                 | ۲۵۰ کیلومتر بر ساعت (۱۵۵ مایل بر ساعت) | ۵٫۳–۵٫۰ لیتر بر ۱۰۰ کیلومتر (۴۴–۴۷ مایل بر گالون آمریکایی) |